# Rudolf Böhme (Landrat)
Rudolf Böhme (* 31. Juli 1887; † nicht ermittelt) war ein deutscher Jurist, Amtshauptmann und Landrat.

## Leben und Wirken
Nach Schulbesuch, Studium der Rechtswissenschaften und Promotion legte er am 20. September 1916 die juristische große Staatsprüfung ab. Er trat in den öffentlichen Dienst ein und wurde zum Regierungsrat befördert. 
Rückwirkend mit Wirkung vom 1. März 1936 wurde er zum Amtshauptmann in der Amtshauptmannschaft Löbau ernannt. Er blieb dort, ab 1. Januar 1939 mit der neuen Amtsbezeichnung Landrat, bis zum Ende des Zweiten Weltkrieges als Landrat in Löbau.